# Urceo Codro
Antonio Urceo, conocido como Urceo Codro (en latín Antonius Urceus Codrus; Rubiera (Reggio Emilia), 14 de agosto de 1446  - Bolonia, 11 de febrero de 1500), fue un humanista italiano que enseñaba gramática y elocuencia en Bolonia.

## Biografía
El apellido Cortesi deriva de su padre, Cortese, que era notario y que en 1457 obtuvo la ciudadanía de Módena. Urceo (Urcei, de los Urceis) deriva del pueblo de Orzi Novi (Brescia), de donde provenía la familia. El apodo Codro, que lo hizo famoso en el mundo de las letras, es el de un oscuro poeta del período flavio.
Después de sus primeros estudios en Módena con el humanista Gaspare Tribraco de' Trimbocchi, se mudó a Ferrara, donde tuvo como maestros a Battista Guarino, hijo de Guarino Veronese, y a Luca Ripa.
Por medio de Ripa, en 1469 fue llamado a Forlì como docente. Aquí restauró la antigua Accademia dei Filergiti y fue elegido por el señor de la ciudad, Pino III Ordelaffi, tutor de su hijo Sinibaldo, en lugar de Giacomo Soardo de Bérgamo, que fue asesinado por el propio Pino  en 1477. En Forlì, Urceo Codro se instaló con gran aceptación, y probablemente obtuvo la ciudadanía, de tal forma que las fuentes a menudo lo llaman 'Forlì'. Allí conoció, entre otros, a Alessandro Numai y Fausto Andrelini. Entre sus discípulos, están Eugenio Menghi y Francesco Uberti de Cesena.
Después de la irrupción de los nuevos señores de Forlì en 1481, Girolamo Riario y Caterina Sforza, Codro se mudó a Bolonia, donde enseñó griego, gramática y elocuencia. Aquí tuvo discípulos famosos, como Filippo Beroaldo el Joven y Nicolás Copérnico. En Bolonia, Codro pasó el resto de su vida, solo con la excepción de algunos viajes cortos, a Roma y Milán. Su brillante acercamiento a los cursos universitarios, que tituló 'Sermones', fue un evento que involucró a toda la ciudadanía: la peculiaridad de Codro, más única que rara entre los humanistas, fue la de poder combinar la máxima erudición con la afable y humorística coloquialidad. Al igual que Sócrates, confió su enseñanza exclusivamente a la oralidad, reacio a usar ese "ars artificialiter scribendi"' (la prensa) que su colega Filippo Beroaldo el Viejo, por el contrario, explotó con todo su potencial. Su obra ('Sermones', epigramas, una écloga, una sátira, miscelánea (silvae) o algunas cartas) solo nos es conocida gracias al ingenio de algunos de sus alumnos como Filippo Beroaldo el Joven, Bartolomeo Bianchini y Anton Galeazzo Bentivoglio, quien en 1502 promovió la impresión de su Opera omnia (Bolonia, Benedetto d'Ettore).
Es conocido por completar el quinto acto de la Aulularia de Platón, que nos había llegado muy fragmentada. Era muy famoso como erudito griego, tanto es así, que Angelo Poliziano le escribió para pedirle su opinión sobre algunos poemas griegos y Aldo Manucio le dedicó su edición de cartas de escritores griegos. La biografía de Urceo fue escrita por Carlo Malagola.
Hoy, la Biblioteca Municipal de Rubiera se denomina Urceo Codro. Y tanto Rubiera como Reggio Emilia le han dedicado una ruta.